# Sint-Michaëlskerk (Boulogne-sur-Mer)
De Sint-Michaëlskerk (Église Saint-Michel) is een rooms-katholiek kerkgebouw in de tot het departement Pas-de-Calais behorende stad Boulogne-sur-Mer, gelegen aan het Place Saint-Michel.

## Geschiedenis
Pastoor Auguste Cozin kocht een stuk grond en in 1863 ontvouwde hij het idee om er een kerk op te bouwen. In 1867 werd de eerste steen gelegd en de kerk, naar ontwerp van Bouloch, werd in 1868 ingezegend.
In 1892 woedde er een brand die het kerkmeubilair vernietigde en het gebouw beschadigde. Onder leiding van Clovis Normand werd de kerk hersteld en in hetzelfde jaar opnieuw ingezegend.
De naastgebouwde klokkentoren is van 1955. Hij is ontworpen door Dujardin.

## Gebouw
Het is een basilicale kerk in neogotische stijl, gebouwd in natuursteenblokken en met naastgebouwde klokkentoren.